# Xylotrupes sumatrensis
Xylotrupes sumatrensis es una especie de escarabajo rinoceronte del género Xylotrupes, familia Scarabaeidae. Fue descrita científicamente por Minck en 1920.
Se distribuye por la región oriental. Habita en Indonesia (isla de Sumatra).